# Zagórze (powiat łęczyński)
Zagórze – wieś w Polsce położona w województwie lubelskim, w powiecie łęczyńskim, w gminie Cyców.
| SIMC    | Nazwa  | Rodzaj    |
| ------- | ------ | --------- |
| 0102315 | Gliny  | część wsi |
| 0102321 | Topole | część wsi |

W latach 1975–1998 miejscowość należała administracyjnie do województwa chełmskiego.
Wieś stanowi sołectwo gminy Cyców. Według Narodowego Spisu Powszechnego z roku 2011 wieś liczyła 101 mieszkańców.